# Séan Garnier
Arnaud "Séan" Garnier (Sens, França, 18 de juny del 1984) és un futbolista de freestyle francés. Va començar com a jugador de futbol federat, notablement per Auxerre i Troyes, però la seva carrera professional va ser curta a causa de lesions.
El 2006, Garnier va estudiar per convertir-se en instructor de futbol i va començar un programa de freestyle urbà, art amb el qual obtingué gran fama amb el seu propi estil i habilitats úniques. Fou deixeble del campió mundial Benjamin Aw. El 2008, guanyà el campionat del món "Red Bull Style 2008" a São Paulo, Brasil. Séan combinada música, breakdance, tombarelles, diversos elements de futbol i de bàsquet a les seves rutines atractives. Va formar el seu equip propi Street Style Society anomenat també S3 Crew, el qual combina freestyle futbol, freestyle bàsquet, així com alguns altres estils d'esport del carrer. Séan Garnier és de fet considerat un dels jugadors de futbol més hàbils del món. És patrocinat per la marca "Omar 108". A més de participar en exhibicions de futbol freestyle, també practica aquesta disciplina esportiva en partits de "street soccer", futsal, profutsal o panna i és el capità d'un equip francès de profutsal, el Massaliotes.

## Aspectes
El 2014, va participar en una campanya de l'UNICEF patrocinada pel món futbolístic, en favor de l'alfabetització, per mitjà de la cançó Magic in the Air del grup Magic System.
Aparegué en un anunci de la cadena mexicana de botigues Coppel, defensant una vida activa per tots grups d'edat. En l'anunci, Séan es disfressava com un vell, l'Abuelo "Grandpa" Memo, s'afegia a un partit de freestyle de cinc contra cinc, i meravellava els joves jugadors i una multitud encantada d'espectadors sorpresos de les seves habilitats.
El 7 de desembre de 2014, Séan va jugar el seu primer partit pel "London United Futsal Club", un club d'aficionats amb seu al sud-oest de Londres. Perderen per 9-2 contra els llavors campions anglesos, el Baku Futsal Club.
El novembre del 2015, Sean Garnier va anar una setmana de gira pel Pakistan, on hi exhibí les seves habilitats davant de grans multituds a Lahore, Karachi i Islamabad

## Premis
(Selectiu)
- 2008: Campió - Estil de Carrer de Brau Vermell (Sao Paulo)
- 2009: Campió - Freestyle francés
- 2010: Campió - Freestyle francés
- 2010: Primer lloc - Styllball Estil de Platja (Dubai)
- 2012: Campió - Freestyle francés